# Чемпіонат Азії та Океанії з хокею із шайбою серед юніорів 2000
Чемпіонат Азії та Океанії з хокею із шайбою серед юніорів 2000 — 17-й розіграш чемпіонату Азії та Океанії з хокею серед юніорських команд. Чемпіонат проходив у двох дивізіонах, перший дивізіон проходив у китайському місті Чанчунь. Турнір проходив з 17 по 20 лютого 2000 року. Матчі другого дивізіону проходили в Бангкоці (Таїланд) з 25 по 28 березня 2000 року.

## Дивізіон І

### Підсумкова таблиця
| М | Команда        | І | В | Н | П | ШЗ | ШП | Різ | О |
| - | -------------- | - | - | - | - | -- | -- | --- | - |
|   | Північна Корея | 3 | 3 | 0 | 0 | 16 | 3  | +13 | 6 |
|   | Південна Корея | 3 | 2 | 0 | 1 | 15 | 7  | +8  | 4 |
|   | КНР            | 3 | 1 | 0 | 2 | 13 | 9  | +4  | 2 |
| 4 | Австралія      | 3 | 0 | 0 | 3 | 2  | 27 | –25 | 0 |

Фейр-Плей здобула збірна Австралії.

### Результати
- Північна Корея —  Південна Корея 3 – 2 (1–0, 1–0, 1–2)
- КНР —  Австралія 10 – 0 (3–0, 2–0, 4–0)
- Південна Корея —  Австралія 9 – 2 (1–1, 3–1, 5–0)
- КНР —  Північна Корея 1 – 5 (0–1, 1–0, 0–4)
- Південна Корея —  КНР 4 – 2 (0–0, 4–2, 0–0)
- Австралія —  Північна Корея 0 – 8 (0–3, 0–2, 0–3)

## Дивізіон ІІ

### Підсумкова таблиця
| М | Команда           | І | В | Н | П | ШЗ | ШП | Різ | О |
| - | ----------------- | - | - | - | - | -- | -- | --- | - |
| 1 | Нова Зеландія     | 3 | 2 | 1 | 0 | 15 | 6  | +9  | 5 |
| 2 | Китайський Тайбей | 3 | 2 | 1 | 0 | 12 | 6  | +6  | 5 |
| 3 | Таїланд           | 3 | 0 | 1 | 2 | 7  | 14 | –7  | 1 |
| 4 | Монголія          | 3 | 0 | 1 | 2 | 7  | 15 | –8  | 1 |

### Результати
- Таїланд —  Китайський Тайбей 1 – 3 (0–1, 1–1, 0–1)
- Монголія —  Нова Зеландія 1 – 5 (0–2, 0–1, 1–2)
- Монголія —  Китайський Тайбей 2 – 6 (1–2, 1–3, 0–1)
- Таїланд —  Нова Зеландія 2 – 7 (1–2, 0–3, 1–2)
- Китайський Тайбей —  Нова Зеландія 3 – 3 (1–2, 1–0, 1–1)
- Таїланд —  Монголія 4 – 4 (1–0, 1–2, 2–2)